# A Dream Is a Wish Your Heart Makes
Tendre rêve
A Dream Is a Wish Your Heart Makes (Tendre Rêve ou Le Rêve de ma vie) est une chanson écrite et composée par Mack David, Al Hoffman et Jerry Livingston pour le long-métrage Disney Cendrillon (1950).
À travers cette chanson, Cendrillon encourage ses amis les animaux à ne jamais arrêter de rêver. Le thème de la chanson est repris tout au long du film et notamment dans la scène où les animaux lui confectionnent une robe.

## Enregistrements
On doit l'interprétation originale à la chanteuse anglophone Ilene Woods. 
La version française de la chanson fut adaptée pour le film par Claude Rigal-Ansous et fut interprétée par Paulette Rollin puis par Dominique Poulain.
D'autres versions furent également faites par d'autres artistes avec d'autres orchestrations comme Daniel Bedingfield avec une version swing, Julie Andrews sur son album "Julie Andrews Selects Her Favorite Disney Songs" (2005), mais aussi Alizée, Nikki Blonsky, Michael Bolton, Ashley Brown, Perry Como, Hilary Duff, Nikka Costa, Eden Espinosa (en), Kimberley Locke, Johnny Mathis, Cher, Bette Midler, Linda Ronstadt ou encore Tomiko Van (en).
La chanson a également servi dans l'introduction de plusieurs épisodes de Le Monde merveilleux de Disney et notamment dans le medley pour The Wonderful World of Disney (1969-1979) et dans The Magical World of Disney (1988).
A dream is a wish your heart makes occupe désormais une place importante dans le spectacle Disney Illuminations à Disneyland Paris avec la version enregistrée par Heater Headley. 

### Version Circle of Stars
Une nouvelle version de la chanson fut enregistrée par les membres de Disney Channel Circle of Stars, une troupe composée d'acteurs et d'actrices de différentes séries et films de la chaîne. Parmi eux ; Raven-Symoné, Anneliese Van der Pol, Ricky Ullman et Orlando Brown de la série Phénomène Raven, Amy Bruckner et Alyson Michalka de Phil du futur, Kyla Pratt de Cool Attitude (The Proud Family) et Ashley Tisdale, Brenda Song, Cole et Dylan Sprouse de La Vie de palace de Zack et Cody

## Le succès commercial de la chanson
La chanson de 1950, sortie en support 45T, se vendit à plus de 3 millions de copies : un score énorme. La chanson fut classée no 1 au niveau mondial. Le support 33T du film fut vendu à près de 4 millions de copies, et 2 millions d'exemplaires.